# 1-溴-4-碘苯
1-溴-4-碘苯是一种有机化合物，化学式为C6H4BrI。

## 制备
1-溴-4-碘苯可由4-溴苯基三氟硼酸钾和三碘化铯在DMF的水溶液中加热反应制得。4-溴苯重氮盐或1-溴-4-(三甲基硅基)苯和碘化钾的反应也可制得1-溴-4-碘苯。
其它制法还包括4-溴苯肼盐酸盐和碘的反应以及4-溴苯硼酸的碘化反应。

## 性质
它和硫、氢氧化锂在DMF中反应（CuI催化），可以得到4,4'-二溴苯硫醚。它和乙烯基溴化镁反应，可以得到4-溴苯乙烯。